# Raußmühle

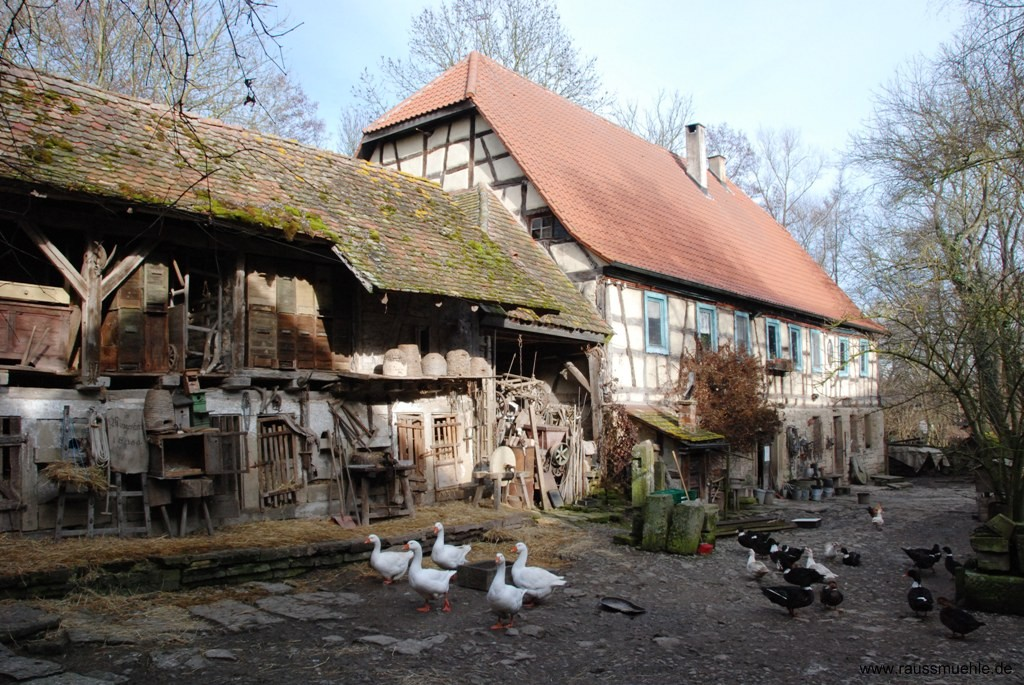
Raußmühle bei Eppingen

Die Raußmühle ist ein historisches Hofgut, das zu Eppingen im Landkreis Heilbronn im nördlichen Baden-Württemberg gehört.

## Geografie

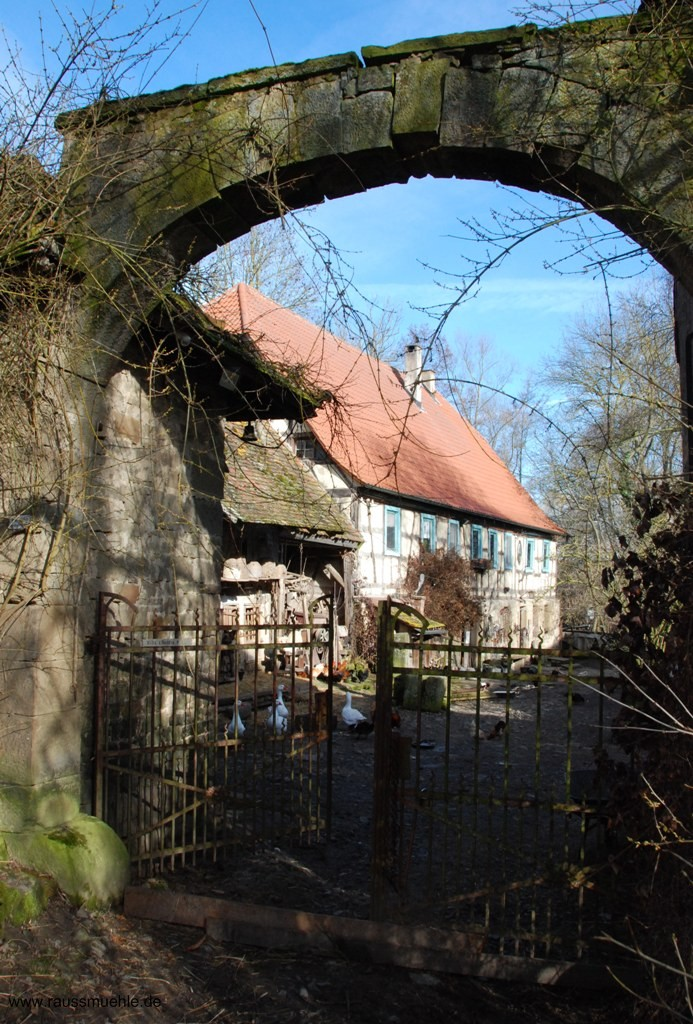
Raußmühle bei Eppingen

Die Raußmühle liegt im Südwesten der Eppinger Gemarkung, am Himmelreichbach in Richtung Sulzfeld.

## Geschichte
Die Raußmühle wurde 1334 erstmals urkundlich erwähnt. Der Name geht auf den Müller Heinrich Ruthards zurück, nach dem die Mühle 1364 Rußmühl genannt wurde, woraus durch Lautverschiebung um 1500 dann Raußmühle wurde. Die dort sitzende Müllerfamilie, wegen der nicht einheitlichen Schreibung Rußmüller, Raußmüller und Rauschmüller genannt, kam um 1600 in den Besitz des Anwesens. Die Familie erlangte in Eppingen größere Bedeutung und stellte neben drei Eppinger Bürgermeistern auch Kirchenvorsteher, Forstmeister, Posthalter und Wirte.

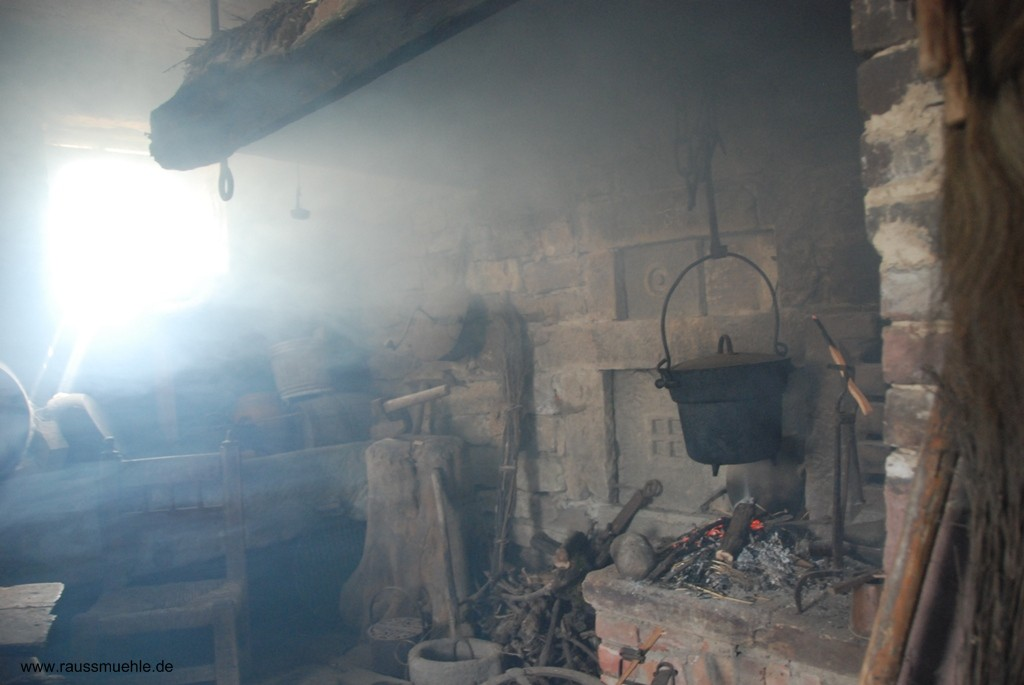
Spätmittelalterliche Rauchküche, ursprünglich in Kleingartach, heute Teil des Museums auf der Raußmühle

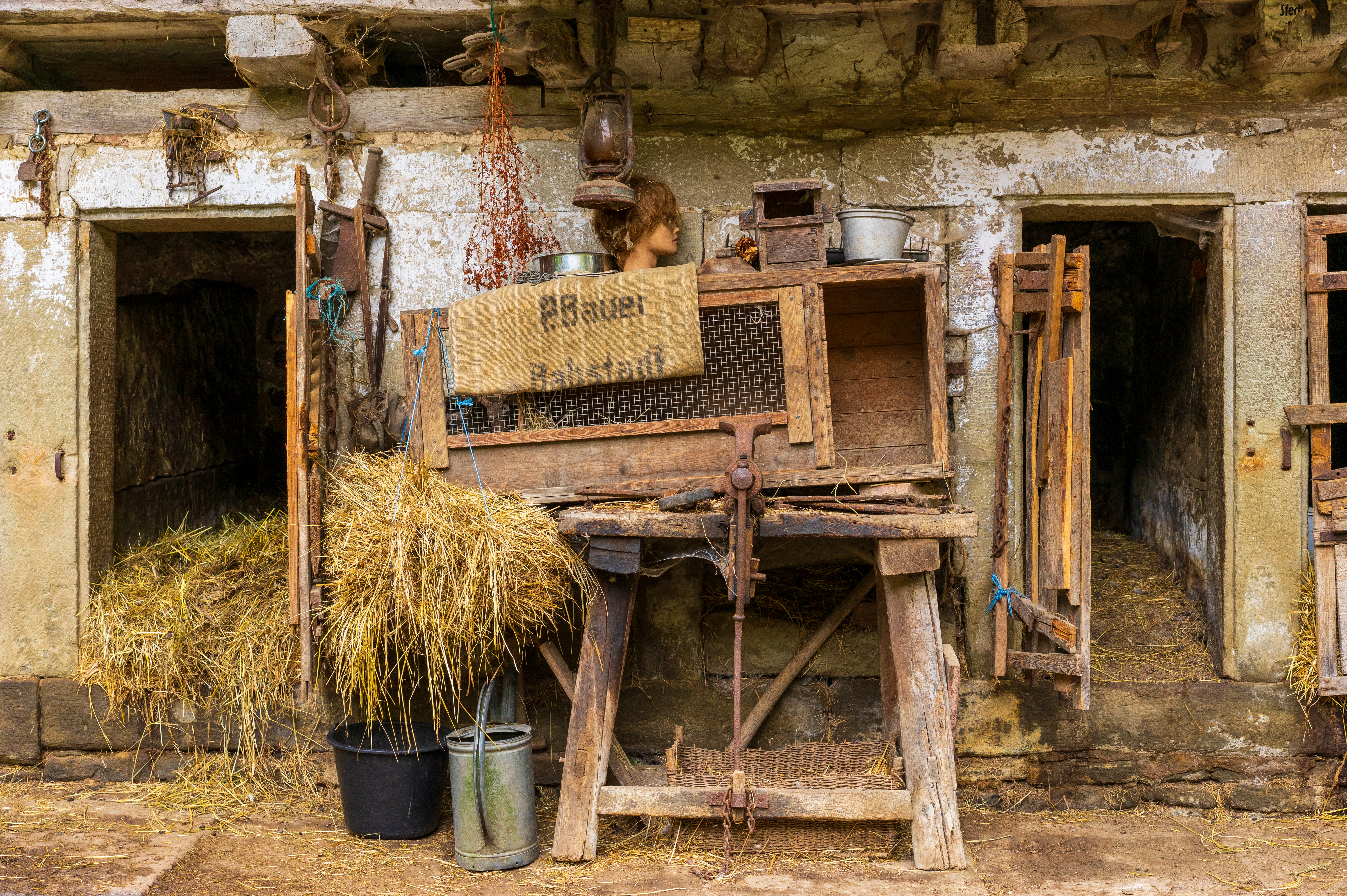
Raußmühle – Innenhof – landwirtschaftliche Geräte

Im Dreißigjährigen Krieg war das Anwesen, das weit außerhalb der Stadtmauern Eppingens lag, wohl häufiges Ziel von Überfällen marodierender Soldaten, wurde mehrfach nach Zerstörung wiederaufgebaut und wechselte häufig den Besitzer. Die heutige wehrhafte Bauform des Hofguts, als U-förmige Anlage mit Schießscharten in Ställen und Scheune, geht wohl noch auf die Zeit des Dreißigjährigen Krieges zurück. Das Hauptgebäude wurde 1765 durch die Müller Christoph und Leopold Weigand erneuert. Die Weigands waren Geschäftsbesitzer in Eppingen, die den Mühlenbetrieb in der Raußmühle durch einen Mühlknecht versehen ließen. Neben der Getreidemühle gehörte zu der Anlage auch eine Hanfreibe.
Nach mehreren weiteren Besitzerwechseln kam die Mühle 1861 in den Besitz der Müllerfamilie Brunner aus Reihen, die sie zunächst selbst bewirtschaftete, ab den 1920er Jahren dann jedoch verpachtete. Der Pächter Friedrich Filsinger baute zur Ergänzung des oberschlächtigen Wasserrads um 1930 ein Dieselaggregat ein, außerdem betrieb er auch eine Schweinezucht. Der letzte Pächter ab 1952 war Hermann Jandl, der zwar noch die Mühlenstühle instand setzte, aber den Mühlenbetrieb schon 1958 auf Veranlassung der Besitzer wieder einstellte. In der Folgezeit wurde dort noch einige Jahre Futtergetreide geschrotet, dann verfiel das Anwesen. Das Scheunendach stürzte ein, der Innenhof der Anlage wurde als Schrottplatz genutzt.
1976 kam die Mühle in den Besitz des Kunstmalers und Antiquitätenhändlers Frank G. Dähling, der das Anwesen mit Unterstützung der Heimatfreunde Eppingen und der UN-European heritages (work) campuses nach und nach renoviert hat. 1996 wurde das Anwesen als Europäisches Kulturerbe ausgezeichnet.

## Archiv für die Geschichte des ländlichen Lebens
Heute beherbergt es das Archiv für die Geschichte des ländlichen Lebens, eine private volkskundliche Sammlung der ländlichen Sachkultur mit zahlreichen Mausefallen vom Mittelalter bis zur Gegenwart, Maltersäcken, Brettstühlen, Schlössern und Schlüsseln sowie diversen Gegenständen des Volksglaubens. Auch wurde dort eine ursprünglich aus Kleingartach stammende, spätmittelalterliche Rauchküche eingerichtet.